# Joseph Wallis
Joseph Wallis (ur. 20 lipca 1873 w Kings Norton, zm. 16 maja 1919 w Glasgow) – brytyjski rugbysta, olimpijczyk, zdobywca srebrnego medalu w turnieju rugby union na Letnich Igrzyskach Olimpijskich w 1900 roku w Paryżu.

## Kariera sportowa
W trakcie kariery sportowej związany był z klubem Old Edwardians RFC oraz Midland, uprawiał także krykieta.
W 1900 roku z Moseley Wanderers RFC – jako przedstawicielem Wielkiej Brytanii – zagrał w turnieju rugby union na Letnich Igrzyskach Olimpijskich 1900. W rozegranym 28 października 1900 roku na Vélodrome de Vincennes spotkaniu Brytyjczycy ulegli Francuzom 8:27. Oznaczało to zdobycie przez Brytyjczyków srebrnego medalu ex aequo z Niemcami, jako że zaplanowany na 11 listopada mecz z reprezentującym Cesarstwo Niemieckie klubem SC 1880 Frankfurt nie doszedł do skutku.